# Papirus 126
Papirus 126 (według numeracji Gregory-Aland), oznaczany symbolem {\displaystyle {\mathfrak {P}}^{126}} – grecki rękopis Nowego Testamentu pisany na papirusie, w formie kodeksu. Paleograficznie datowany jest na IV wiek. Zawiera fragment Listu do Hebrajczyków.

## Opis
Zachował się fragment jednej tylko karty. Zachowany tekst Listu do Hebrajczyków zawiera wiersze 13,12-13.19-20. Tekst pisany jest jedną kolumną na stronę, 20 linijek na stronę. Zachowany fragment ma rozmiary 3,7 na 9,1 cm (oryginalna karta miała rozmiary 30 na 16 cm).

## Historia rękopisu
Instytut Papirologii we Florencji już w 2003 roku ogłosił, że posiada wczesny rękopis Nowego Testamentu. Tekst został opublikowany w 2008 roku. W 2009 roku, Claire Clivaz jako pierwsza zbadała rękopis i potwierdziła, że jest to rękopis NT, dzięki czemu został wciągnięty na listę papirusowych rękopisów NT prowadzonej przez Institut für neutestamentliche Textforschung (INTF). Skatalogowany został pod numerem 126.
Rękopis przechowywany jest w Istituto Papirologico „G. Vitelli" (PSI inv. 1479) we Florencji.